# Saint-Amand-sur-Sèvre
Saint-Amand-sur-Sèvre ist eine französische Gemeinde mit 1.421 Einwohnern (Stand: 1. Januar 2022) im Département Deux-Sèvres in der Region Nouvelle-Aquitaine. Die Gemeinde gehört zum Arrondissement Bressuire und zum Kanton Mauléon.

## Lage
Saint-Amand-sur-Sèvre liegt etwa 23 Kilometer westnordwestlich von Bressuire in der Landschaft des Haut-Poitou. Der Sèvre Nantaise begrenzt die Gemeinde im Westen und Südwesten. Umgeben wird Saint-Amand-sur-Sèvre von den Nachbargemeinden Mauléon im Norden, La Petite-Boissière im Osten, Montravers im Süden und Südosten, La Pommeraie-sur-Sèvre im Süden, La Flocellière im Südwesten, Les Châtelliers-Châteaumur im Westen sowie Treize-Vents im Nordwesten. 

## Geschichte
Von 1973 bis 1992 war Saint-Amand-sur-Sèvre Teil der Nachbargemeinde Mauléon.

## Bevölkerungsentwicklung
| Jahr                      | 1962 | 1968 | 1975 | 1982 | 1990 | 1999 | 2006 | 2013 |
| Einwohner                 | 1380 | 1281 | -    | -    | -    | 1229 | 1255 | 1328 |
| Quelle: Cassini und INSEE |      |      |      |      |      |      |      |      |

## Sehenswürdigkeiten
- romanische Kirche
- Schloss La Guierche